# Yves Herbet
Yves Herbet (17. srpna 1945 Villers-Cotterêts – 28. června 2024) byl francouzský fotbalista, záložník. Po skončení aktivní kariéry působil jako trenér.

## Fotbalová kariéra
Začínal ve francouzské lize za CS Sedan. V sezóně 1968/1969 hrál v Belgii za RSC Anderlecht. Po návratu do Francie hrál postupně za Red Star FC, Stade Reims, AS Nancy, AC Avignon a FC Martigues. V Poháru mistrů evropských zemí nastoupil ve 3 utkáních. Za reprezentaci Francie nastoupil v letech 1963–1971 v 16 utkáních a dal 1 gól. Byl členem francouzské reprezentace na Mistrovství světa ve fotbale 1966, nastoupil ve všech 3 utkáních.

## Ligová bilance
| Ročník                     | Zápasy | Góly | Klub           |
| -------------------------- | ------ | ---- | -------------- |
| Ligue 1 1963/1964          | 7      | 3    | CS Sedan       |
| Ligue 1 1964/1965          | 33     | 5    | CS Sedan       |
| Ligue 1 1965/1966          | 38     | 8    | CS Sedan       |
| Ligue 1 1966/1967          | 35     | 5    | RC Paris-Sedan |
| Ligue 1 1967/1968          | 34     | 3    | RC Paris-Sedan |
| 1. belgická liga 1968/1969 | 23     | 1    | RSC Anderlecht |
| Ligue 1 1969/1970          | 34     | 4    | Red Star FC    |
| Ligue 1 1970/1971          | 38     | 4    | Stade Reims    |
| Ligue 1 1971/1972          | 7      | 1    | Stade Reims    |
| Ligue 1 1971/1972          | 25     | 10   | AS Nancy       |
| Ligue 1 1972/1973          | 37     | 3    | AS Nancy       |
| Ligue 1 1973/1974          | 38     | 6    | AS Nancy       |
| Ligue 2 1974/1975          | 32     | 10   | AC Avignon     |
| Ligue 1 1975/1976          | 33     | 5    | AC Avignon     |
| Ligue 2 1976/1977          | 34     | 9    | AC Avignon     |
| Ligue 2 1977/1978          | 20     | 1    | AC Avignon     |
| Ligue 2 1978/1979          | 37     | 7    | FC Martigues   |
| Ligue 2 1979/1980          | 29     | 5    | FC Martigues   |
| CELKEM Ligue 1             | 359    | 57   |                |
| CELKEM 1. belgická liga    | 23     | 1    |                |